# The Night Flight Orchestra

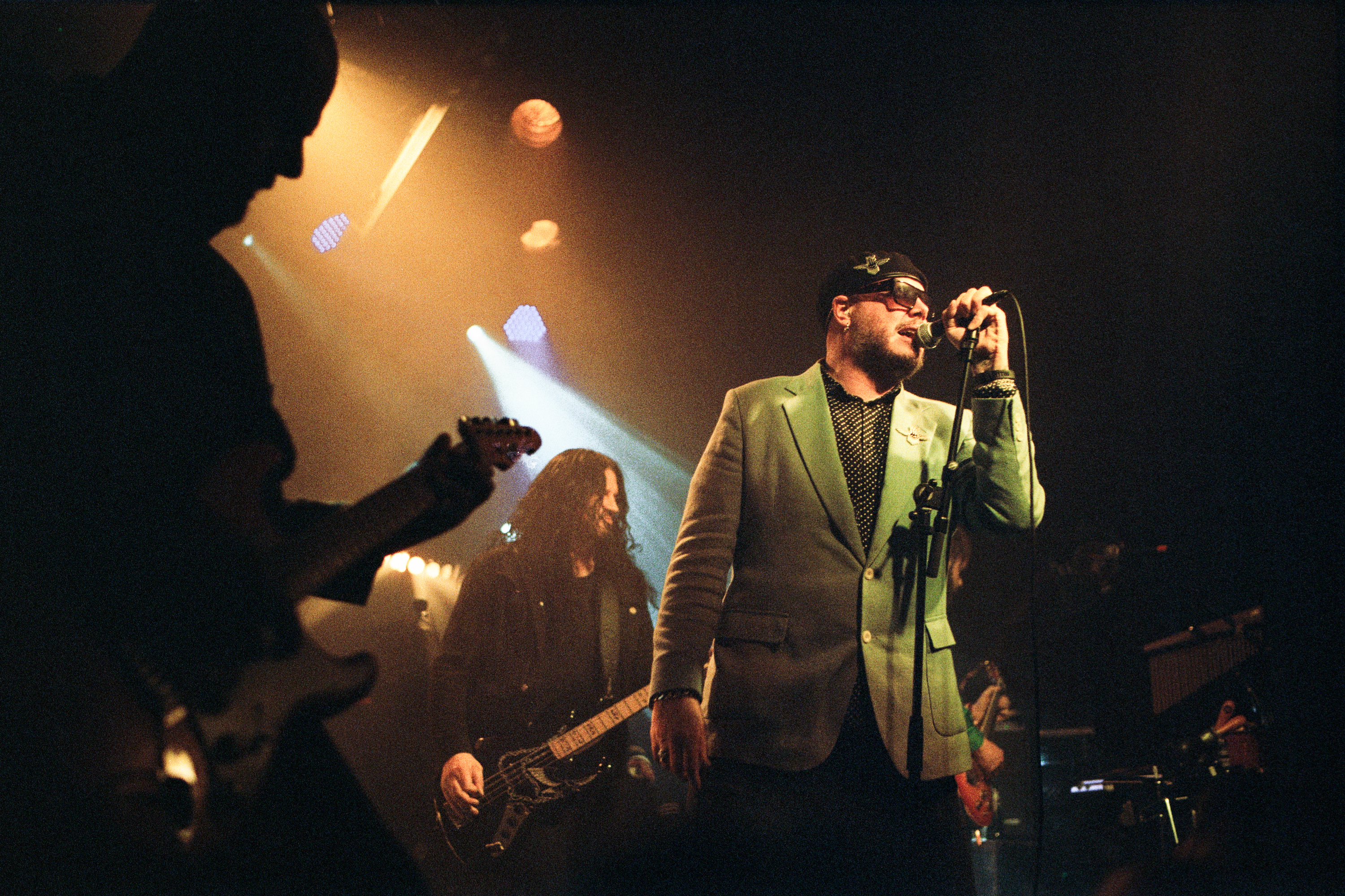
The Night Flight Orchestra i Paris (2017).

The Night Flight Orchestra är ett svenskt progressivt hårdrocksband från Landskrona grundat 2007 av Soilwork-medlemmarna Björn Strid och David Andersson. Med i gruppen finns även Sharlee D'Angelo (Arch Enemy, Spiritual Beggars, ex-King Diamond), Jonas Källsbäck (Mean Streak) och Sebastian Forslund (Kadwatha). Bandet har idag kontrakt med Nuclear Blast och har släppt totalt fem studioalbum.

## Medlemmar

### Nuvarande medlemmar
- Björn "Speed" Strid – sång
- Rasmus Ehrnborn - gitarr
- Sharlee D'Angelo – bas
- Jonas Källsbäck – trummor
- Sebastian Forslund – slagverk och gitarr
- Åsa Lundman - körsång
- Anna Brygård – körsång
- John Lönnmyr – keyboards

### Tidigare medlemmar
- David Andersson – gitarr
- Richard Larsson – keyboards
- Anna-Mia Bonde – körsång

## Diskografi
- Internal Affairs - 2012
- Skyline Whispers - 2015
- Amber Galactic - 2017
- Sometimes the World Ain't Enough - 2018
- Aeromantic - 2020
- Aeromantic II - 2021
- Give us the moon - 2025